# 黑肯巴赫
黑肯巴赫是德国莱茵兰-普法尔茨州的一个市镇。总面积27.34平方公里，总人口257人，其中男性129人，女性128人（2011年12月31日），人口密度9人/平方公里。